# سعدالله روستا طسوجی
سعداله روستا طسوجی نماینده مردم شهرستان‌های کوار، سروستان و خرامه در ششمین دوره مجلس شورای اسلامی بوده‌است.

سعداله روستا طسوجی متواد ۱۳۳۶ شهرستان کوار، نماینده دوره ششم مجلس شورای اسلامی شهرستان های سروستان، کوار و خرامه، مشاور وزیر جهاد کشاورزی، معاون فنی و اجرایی و قائم مقام مدیرعامل سازمان تعاون روستایی ایران و عضو اصلی هیئت مدیره شرکت مادر تخصصی تولید محصولات کشاورزی، دامپروری و منابع طبیعی ایران از جمله مسئولیت های وی در دوران کاری بوده است.
طرح گاز رسانی به تمام روستاهای کشور، طرح یکسان سازی یارانه بین اقشار مختلف جامعه از جمله شهری، روستایی و عشایری، طرح اعتبار برای دهیاری های روستایی، طرح تاسیس سازمان نظام مهندسی کشاورزی ایران، طرح خرید تضمینی و پرداخت به موقع بهای محصولات کشاورزی توسط دستگاه های دولتی و وابسته به دولت، طرح تشویق سرمایه گذاری در پروژه های آبی کشور از جمله طرح های ارائه و تصویب شده  توسط وی در دوره ششم مجلس شورای اسلامی بوده است.  و همچنین پیگیری در قانونی نمودن بیمه بازنشستگی و درمانی کشاورزان و مشاغل آزاد در لایحه نظام جامع تامین اجتماعی، ردیف بودجه ایی برای جنگل های زاگرس و ردیف بودجه ایی برای طرح محوری گندم از دیگر فعالیت های وی در مجلس بوده است.

وی تحصیلات مقدماتی را در زادگاه خود گذراند و برای ادامه تحصیل به شیراز رفت و در مقطع کارشناسی کشاورزی فارغ‌التحصیل شد. همزمان با شروع مبارزات انقلاب ۱۳۵۷ ایران او نیز به همراه خانواده اش دراین مبارزات شرکت داشت. خانواده او کانون مبارزات انقلابی در منطقه بود و محل رفت و آمد انقلابیونی چون  ربانی شیرازی و   دستغیب بود. در آن سال‌ها سعدالله روستا علاوه بر فعالیت در بخش کشاورزی و حمل نقل از بانیان آجر فشاری صنعتی در استان فارس می‌باشد.او برای اولین بار در ایران اقدام به کشت و پرورش ذرت در مزرعه خود نمود و سپس به کمک همکارانش در جهاد سازندگی آن را در سراسر کشور توسعه داد.
پس از پیروزی انقلاب در تأسیس نهادهایی چون جهاد سازندگی، کمیته امداد امام خمینی و شورای شهر مشارکت کرد و از اعضای اصلی این نهادها می‌شود. با شروع جنگ ایران و عراق او نیز مانند سایر هموطنانش عازم جبهه شد و در عملیات‌های مختلفی شرکت کرد. پس از جنگ نیز به کار در جهاد سازندگی ادامه داد. در دوره ششم مجلس شورای اسلامی به نمایندگی مردم شهرستان‌های کوار، سروستان و خرامه انتخاب می‌شود. در مجلس  به عنوان نایب رئیس و سخنگوی کمسیون کشاورزی و آب انتخاب شد. و همچنین فراکسیون روستاییان و عشایر را با حضور بیش از  ۱۶۰ نماینده تشکیل داد و ریاست آن را بر عهده گرفت و منشا کارهای زیادی برای این دو قشر از مردم گردید. از جمله بیمه درمانی روستاییان و عشایر و همینطور گاز رسانی و برق رسانی و جاده کشی به روستاییان سرعت بسیار بیشتری گرفت. بنا به ادعای مسولان دولتی آن زمان فارس در دوره ششم مجلس بودجه رسانی و رفت و آمد مسولان کشور به حوزه انتخابی کوار، سروستان و خرامه چند برابر شده‌است.وی هم‌اکنون در دوران بازنشستگی به سر می‌برد  و عضو شورای مرکزی جامعه نمایندگان ادوار مجلس می‌باشد.